# 松崎寿
松崎 寿（まつざき ひさし、明治19年（1886年）2月18日 - 昭和10年（1935年）9月11日）は、日本の経済学者。大阪商科大学（現・大阪公立大学）教授在任中、死去した。

## 経歴・人物
静岡県駿東郡楊原村村上香貫生まれ。静岡県立韮山中学校（現・静岡県立韮山高等学校）を経て、1904年東京高等商業学校（現・一橋大学）予科入学。1910年同校専攻科卒業。關一に師事。
同年大阪高等商業学校（現・大阪公立大学）講師。1917年同校教授。1920年叙正七位。1922年叙従六位。1928年叙従五位。1929年大阪商科大学（現・大阪公立大学）教授兼同大学高等商業部教授兼務。1930年同大学評議員併任。
1932年叙正五位、商学博士。同年関東軍に招聘され満州国奉天市に出張し、首藤正寿東三省官銀号顧問らとともに、貨幣や金融制度創設に参画。
1935年胃癌のため大阪帝国大学医学部附属病院で死去し、葬儀に際し、勅使として大阪府知事が邸宅に差遣され、幣帛が下賜され、勲四等に叙された。享年50。墓所は薬王寺。

## 著書
- 『最新商業算術 上巻』巌松堂 1912年
- 『日本商業新史』（細井安次郎と共著）啓成社 1913年
- 『外国商業新史』（細井安次郎と共著）啓成社 1913年
- 『商事要項問答』（細井安次郎と共著）松邑三松堂 1913年
- 『工業金融論』隆文館 1913年
- 『工業政策 分冊 第1』巌松堂書店 1918年
- 『工業政策』巌松堂書店 1919年
- 『貨幣ト金融』宝文館 1920年
- 『現代商工業問題研究』文雅堂 1921年
- 『銀行及金融研究』文雅堂 1922年
- 『震災と金融対策』文雅堂 1923年
- 『銀行概論 (銀行講座)』文雅堂 1926年
- 『金解禁問題研究』文雅堂 1929年
- 『財界不況と金融政策』大同書院 1931年
- 『銀行及金融市場』文雅堂 1933年
- 『本邦中小工業金融論』文雅堂 1934年
- 『松崎商事要項 上巻』大同書院 1935年
- 『松崎商事要項 下巻』大同書院 1935年
- 『金融論集』大阪商科大学金融研究室 1937年